# デヴィッド・ワース
デヴィッド・ワース（David Worth）は、カナダの映画監督・撮影監督。カリフォルニア大学ロサンゼルス校映画科の出身。

## フィルモグラフィ

### 監督映画
- Poor Pretty Eddie （1975年）
- ソルジャー・リベンジ/野獣の報酬 Soldier's Revenge （1984年）
- 近未来戦争/オメガ帝国の崩壊 Warrior of the Lost World （1985年）
- キックボクサーKickboxer （1989年）
- リベンジ・オブ・デス Lady Dragon （1992年）
- ファイナル・コマンド Chain of Command （1994年）
- ディープ・ライジング Shark Attack 2 （2000年） ビデオ映画
- レッド・ブラスト Time Lapse （2001年） ビデオ映画
- ディープ・ライジング コンクエスト Shark Attack 3: Megalodon （2002年） ビデオ映画
- エア・ストライク Air Strike （2002年） ビデオ映画
- 拳 アルティメット・ファイター Honor （2006年）
- House at the End of the Drive  （2012年）

## 出版作品
- The Citizen Kane Crash Course in Cinematography（2008年9月）Michael Wiese Productions